# Numero di riferimento
I numeri di riferimento vengono generalmente suddivisi in due tipi nei sistemi di relazione: grandezze di flusso e grandezze di portafoglio.
Si definiscono grandezze di flusso le cifre misurate in base al periodo, per esempio il fatturato o le spese. Le grandezze di flusso possono essere aggregate temporalmente secondo un senso, quindi compresse. Per esempio, i fatturati giornalieri possono essere sommati ed accorpati, ottenendo il fatturato mensile. Si parla anche di un atteggiamento d'aggregazione a sommatoria.
Le grandezze di portafoglio, al contrario, non eseguono un rapporto in base al periodo, ma in base al periodo di tempo ("giorno di riferimento" = i dati su un periodo vengono fatti anche in base ad un punto temporale, per quanto anche "di riferimento temporale"), per esempio la quota di collaboratori od una giacenza di magazzino. Nelle grandezze di portafoglio, come "pezzo in deposito" non ha senso sommare la quantità disponibile nel magazzino in diversi periodi, quanto piuttosto formare la media, il minimo o il massimo nel corso del periodo.
| Controllo di autorità | GND (DE) 4425340-0 |